# Минко, Всеволод Афанасьевич
Всеволод Афанасьевич Минко (род. 7 сентября 1934 г. в г. Черновцы Винницкой области) — ученый в области промышленной экологии, очистки воздуха, обеспыливания, вентиляции; доктор технических наук, профессор кафедры теплогазоснабжения и вентиляции инженерно-строительного института Белгородского государственного технологического университета им. В. Г. Шухова, академик Российской академии естественных наук, член-корреспондент Международной академии экологической реконструкции, Заслуженный изобретатель Российской Федерации, Заслуженный работник высшей школы РФ.

## Биография
Родился 7 сентября 1934 г. в г. Черновцы Винницкой области. В 1957 г. окончил Харьковский инженерно-строительный институт.
Трудовой путь начал в Сибири, прорабом на строительстве Томь-Усинской ГРЭС (1958—1959). Затем работал начальником производственно-технического отдела, главным инженером спецуправления треста «Днепросантехмонтаж» (1959—1963), старшим инженером института «Кривбасспроект» (1963—1964), старшим научным сотрудником НИИМеталлургвентиляция (Кривой Рог).
С 1971 г. живет в г. Белгороде и работает в БГТУ им. В. Г. Шухова, где прошел путь от старшего преподавателя, доцента до проректора по научной работе; 24 года возглавлял кафедру теплогазоснабжения и вентиляции (кафедра под его руководством получила диплом «Золотая кафедра России» Академии естествознания); в настоящее время — профессор кафедры ТГВ.

## Награды, премии и звания
С 1995 г. В. А. Минко — член-корреспондент Международной академии экологической реконструкции, с 1997 г. — академик Российской академии естественных наук.
Награжден медалью «Ветеран труда», памятной медалью РАЕН «Рубиновый крест», нагрудным знаком «Почётный работник высшего профессионального образования Российской Федерации».
Имеет почетные звания: «Заслуженный изобретатель РФ», «Заслуженный работник высшей школы Российской Федерации», «Заслуженный профессор БГТУ им. В. Г. Шухова».
В 2004 г. В. А. Минко стал лауреатом Всероссийского конкурса «Инженер года».

## Профессиональная и научная деятельность
В 1969 г. В. А. Минко защитил кандидатскую диссертацию по теме «Исследования воздухообменов в укрытиях при вертикальных перегрузках мелкодисперсных материалов».
Докторская диссертация «Комплексные системы обеспыливания при переработке сыпучего минерального сырья» была защищена в 1989 г.
Область научных интересов: исследования и разработка систем комплексного обеспыливания помещений при переработке сыпучих материалов в различных отраслях промышленности (горнорудной, промышленности строительных материалов, химической, пищевой); системы аэронизации в сельскохозяйственных комплексах, офисах, жилье; проблемы ЖКХ РФ.
Под руководством проф. В. А. Минко подготовлено 15 кандидатских и 3 докторские диссертации.
Основные направления научно-методической деятельности: подготовлен и издан авторский курс лекций по промышленной вентиляции для специальности ТГВ и БЖ.
В настоящее время проф. В. А. Минко преподает учебные дисциплины: гидравлика, гидрология, гидротехнические сооружения.
Опубликовано более 350 научных работ, в том числе 6 монографий.

#### Основные научные и учебные издания последних лет
- Минко, В.А. Отопление : учеб. пособие для студентов заочн. формы обучения с применением дистанц. технологий специальности 290700 / В. А. Минко. - Белгород : Изд-во БГТУ им. В. Г. Шухова, 2005. – 140 с.
- Обеспыливающая вентиляция : монография / В. А. Минко, И. Н. Логачев. К. И. Логачев и др.; под. общ. ред. В.А. Минко – Белгород  : Изд-во БГТУ им. В.Г. Шухова , 2006  -  Т. 1. -  460 с.
- Минко, В.А. Нагнетатели в системах теплогазоснабжения и вентиляции: учеб. пособие / В. А. Минко, Ю.И  Юров, Ю.Г  Овсянников. – Старый Оскол: ООО «ТНТ», 2006. – 584 с.
- Минко, В.А.    Основы промышленной вентиляции и пневмотранспорта : учеб. пособие для студентов специальности 280102 / В. А. Минко. - Белгород : Изд-во БГТУ им. В. Г. Шухова, 2007.  - 158 с.
- Минко, В.А. Основы промышленной вентиляции и пневмотранспорта: учеб. пособие / В.А. Минко. – Белгород: Изд-во БГТУ им. В.Г. Шухова, 2007. – 158 с.
- Обеспыливающая вентиляция : в 2-х т. : монография / В. А. Минко, И. Н. Логачев, К. И. Логачев и др.; под общ. ред. В. А. Минко. - Белгород: Изд-во БГТУ им. В.Г. Шухова, 2010 -  Т. 2. - 2010. - 565 с.
- Минко, В.А. Укрытия мест пылевыделений: монография / В.А. Минко, А.Б. Гольцов, В.М. Киреев. – Белгород: Изд-во БГТУ им. В.Г. Шухова, 2015. – 152 с.[5]

Всеволод Афанасьевич Минко является автором и соавтором более 100 изобретений.

## Творческие и спортивные увлечения
Все годы плодотворной научной работы В. А. Минко в БГТУ им. В. Г. Шухова были неотделимы от творчества и спорта. В 1970—1980-е гг. Всеволод Афанасьевич — аккордеонист в составе эстрадного оркестра вуза; организовывал концерты самодеятельности и выступления популярного студенческого театра.
Имея первый разряд по волейболу, многое сделал для популяризации этого вида спорта в университете. Первые спортивные разряды ученым были получены и по горному туризму, бадминтону. Увлекается плаванием на байдарках, художественной фотографией. В университете регулярно организуются выставки его художественных фоторабот.
В 2004 г. вышла в свет первая беллетристическая книга В. А. Минко — автобиографическая повесть «И была война». В 2011 г. была издана книга воспоминаний «Исповедь шестидесятника», а в 2014 году — художественно-публицистический сборник «Письма из прошлого».